# Astragalus pauperiflorus
Astragalus pauperiflorus är en ärtväxtart som beskrevs av Joseph Friedrich Nicolaus Bornmüller. Astragalus pauperiflorus ingår i släktet vedlar, och familjen ärtväxter. Inga underarter finns listade i Catalogue of Life.